# エドワード・モンタギュー (初代サンドウィッチ伯爵)

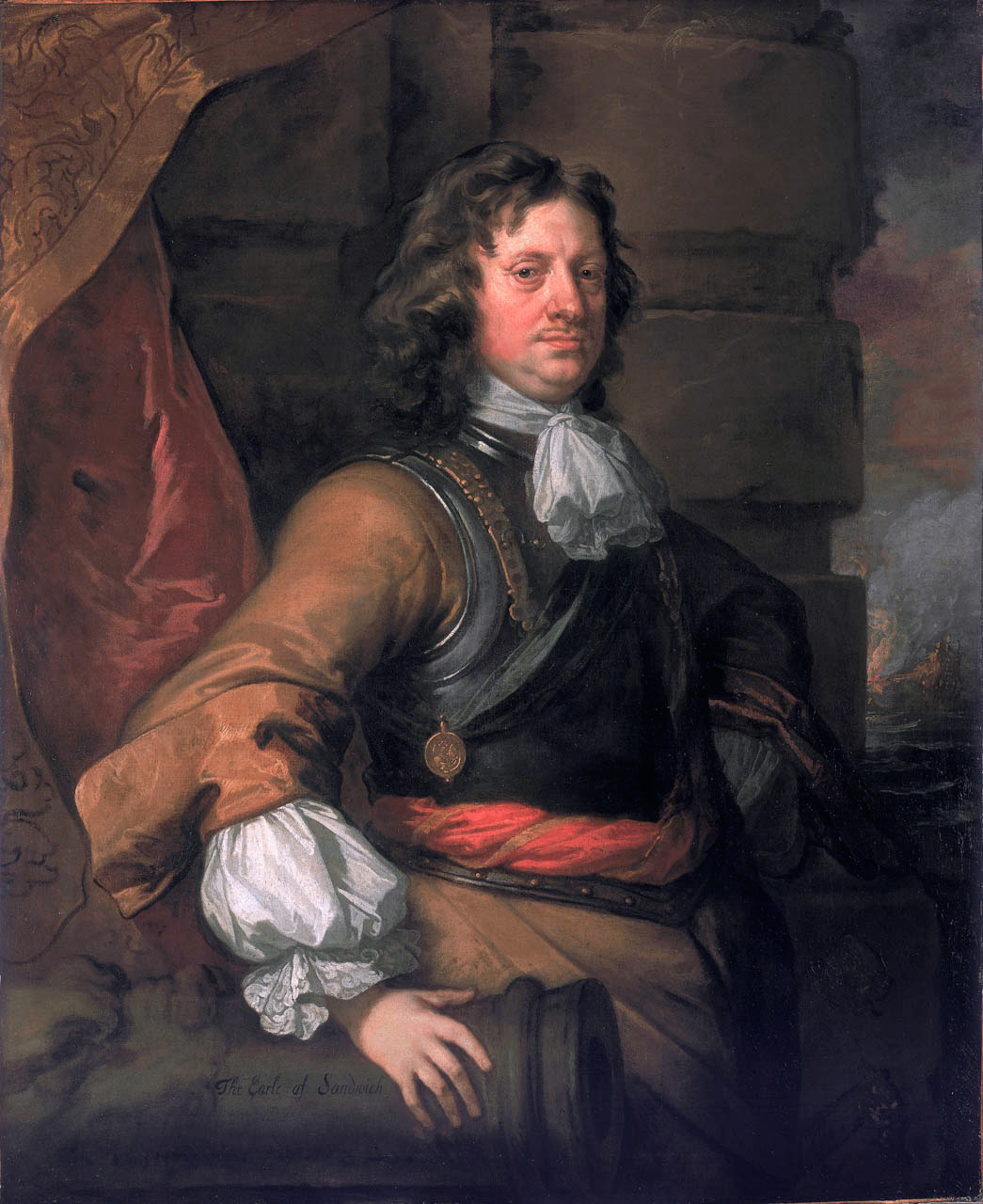
初代サンドウィッチ伯エドワード・モンタギュー（ピーター・レリー画、1666年）

初代サンドウィッチ伯爵エドワード・モンタギュー（Edward Montagu, 1st Earl of Sandwich, KG, 1625年7月27日 - 1672年5月28日）は、イングランドの貴族、軍人。清教徒革命（イングランド内戦）から王政復古へと至る一連の政変を乗り切り、サンドウィッチ伯爵家の祖となった。

## 生涯
イングランド議会の下院議員サー・シドニー・モンタギューとポーリーナ・ピープスの1人息子として誕生、ハンティンドンシャー（現在はケンブリッジシャーの一部）のヒンチンブルック・ハウスで育てられた。初代マンチェスター伯爵ヘンリー・モンタギューは父方の伯父で、清教徒革命で議会派の司令官に就任した第2代マンチェスター伯爵エドワード・モンタギューは父方の従兄であり、詩人で第一大蔵卿のハリファックス伯爵チャールズ・モンタギューは父方の従甥に当たる。また、日記作家としても知られるサミュエル・ピープスは母方の従甥に当たり、モンタギューの秘書から海軍官僚となり、海軍の改革に貢献した。
1643年に歩兵連隊に所属、1645年にハンティンドンシャーから選出され長期議会の下院議員となった。第一次イングランド内戦では議会派に属してオリバー・クロムウェルの下でマーストン・ムーアの戦いとネイズビーの戦いに参戦、イングランド共和国成立後も議席を確保しつつ軍に身を置き、1656年にイングランド海軍指揮官たる陸軍軍人（ゼネラル・アット・シー）に任命され、フランス・スペイン戦争では1658年にフランスと協力して海上からダンケルクの港を封鎖、1659年にはカール・グスタフ戦争で不穏になっていたバルト海に艦隊を率いてオランダ海軍と共にスウェーデンを牽制したが、年末にイングランドで政変が起こったため急遽帰国した。
1660年4月に共和政を瓦解させたジョージ・マンクが召集した仮議会でドーバーとウェイマス・メルカム・レジスから選出、5月にマンクの命令で亡命中のチャールズ2世を艦隊を挙げてオランダから迎え入れ、即位したチャールズ2世から恩賞として7月12日にサンドウィッチ伯爵に叙爵された。遠縁で秘書のサミュエル・ピープスもネービー・ボード長官に登用され、その後海軍本部書記官長（事務次官相当）としてチャールズ2世の弟で海軍卿のヨーク公ジェームズ（後のジェームズ2世）と共に海軍育成に邁進していった。
1662年にはチャールズ2世の結婚相手キャサリン・オブ・ブラガンザをポルトガルから迎え入れる役目を果たし、1665年に第二次英蘭戦争が始まるとヨーク公・カンバーランド公ルパートと共に海軍を率いてローストフトの海戦とベルゲンの海戦でオランダ海軍と交戦したが、拿捕したオランダ商船の戦利品の処分で不正があったとの疑惑がかけられ、翌1666年にスペイン大使に左遷された。1672年に第三次英蘭戦争が勃発すると海軍に復帰してオランダ海軍と再度戦うことになり、ソールベイの海戦でロイヤル・ジェイムズに乗り込み先頭に立ったが、ミヒール・デ・ロイテル率いるオランダ海軍の奇襲を受けて混乱、火船の突撃を受けてロイヤル・ジェイムズが炎上、別の船に移ろうとして乗ったボートが転覆して死亡した。
遺体は衣服の残骸から身元が確認され、引き上げられてウェストミンスター寺院に埋葬された。爵位は同名の息子エドワードが継承した。18世紀に3度海軍卿を務め、ジェームズ・クックの航海を援助し、サンドイッチの名前の由来と言われている第4代サンドウィッチ伯爵ジョン・モンタギューは玄孫に当たる。

## 子女
1642年にジェマイマ・クルーと結婚、10人の子を儲けた。
1. エドワード（1648年 - 1688年） - 第2代サンドウィッチ伯爵
2. シドニー（1650年 - 1727年）
3. オリバー（1655年 - 1689年）
4. ジョン（1655年 - 1729年）
5. チャールズ（1658年 - 1721年）
6. ジェマイマ（? - 1671年） - サー・フィリップ・カートレットと結婚、第2代グランヴィル伯爵ジョン・カートレットの祖母
7. アン（? - 1729年） - リチャード・エッジカムと結婚、クリストファー・モンタギューと再婚
8. キャサリン（1660年 - 1757年） - ニコラス・ベーコンと結婚、バルタザール・ガードマンと再婚
9. ジェームズ（? - ?）
10. ポーリーナ（? - ?）